# Yeltsin Tejeda
Yeltsin Ignacio Tejeda Valverde [jelcin ignácio techeda valverde] (* 17. března 1992, Limón, Kostarika, zkráceně znám jako Yeltsin Tejeda) je kostarický fotbalový záložník a reprezentant, který hraje za klub Evian Thonon Gaillard. Hraje na postu defensivního středopolaře. Účastník Mistrovství světa 2014 v Brazílii.

## Klubová kariéra
Tejeda začínal v profesionálním fotbale v roce 2011 v kostarickém celku Deportivo Saprissa, s nímž vyhrál v sezoně 2013/14 jarní fázi kostarické 1. ligy (Campeonato de Verano 2014).
V srpnu 2014 přestoupil do francouzského prvoligového klubu Evian Thonon Gaillard.

## Reprezentační kariéra
Yeltsin Tejeda reprezentoval Kostariku v mládežnických výběrech U17 a U20.
V národním A-týmu debutoval v roce 2011.
Kolumbijský trenér Kostariky Jorge Luis Pinto jej vzal na Mistrovství světa 2014 v Brazílii. V prvním zápase Kostariky v základní skupině D nastoupil v základní sestavě a podílel se na překvapivém vítězství 3:1 proti favorizované Uruguayi.
Kostarika se v těžké základní skupině D s favorizovanými celky Uruguaye, Itálie (výhra 1:0) a Anglie (remíza 0:0) kvalifikovala se sedmi body z prvního místa do osmifinále proti Řecku, nakonec byla vyřazena až ve čtvrtfinále s Nizozemskem (0:0, 3:4 na penalty). I tak dosáhla postupem do čtvrtfinále svého historického maxima.